# منتخب النرويج لكرة القدم للسيدات
المنتخب النرويجي لكرة القدم للسيدات (بالنرويجية: Norges kvinnelandslag i fotball) هو المنتخب الذي يمثل النرويج في المنافسات الدولية، وتديره الاتحاد النرويجي لكرة القدم. يُعتبر المنتخب من الأبطال السابقين في بطولات أوروبا، والعالم، والألعاب الأولمبية، مما يجعله واحدًا من أنجح المنتخبات الوطنية. مع ذلك، لم يحقق المنتخب نجاحات مماثلة منذ كأس العالم للسيدات 2011.

## التاريخ
ظهر منتخب النرويج الوطني للسيدات لكرة القدم عام 1978 في بطولة بطولة دول الشمال، وهو وقت مبكر نسبيًا بالنسبة لأوروبا الغربية، ولكنه متأخر مقارنة بدول دول الشمال. فازت النرويج في تلك البطولة فقط على منتخب آيسلندا. ونظرًا لضعف الثقافة الخاصة بالأندية الرسمية ونظام الدوري، كان أمام النرويج الكثير لتلحق بالمنتخبات المجاورة مثل السويد والدنمارك. لذلك، كان تاريخهم المبكر مليئًا بالخسائر أمام جيرانهم، إلى أن حققوا أول فوز لهم على منتخب أيرلندا الشمالية.

### قوة يُحسب لها الحساب
ارتفع شأن منتخب النرويج الوطني للسيدات لكرة القدم تدريجيًا في أوروبا، رغم أنهم لم يتجاوزوا جيرانهم في دول الشمال. تمكن المنتخب من الفوز على منتخبات إنجلترا، فرنسا، وسويسرا. في أول تصفيات لبطولة بطولة أوروبا لمنتخبات السيدات (التي أُعيد تسميتها لاحقًا إلى بطولة الاتحاد الأوروبي للسيدات)، لعبت النرويج ضد السويد، فنلندا وآيسلندا. خسرت النرويج مباراتيها ضد السويد، لكنها تفوقت على فنلندا في المباراتين. التعادل المفاجئ على أرضها ضد آيسلندا لم يؤثر كثيرًا، حيث احتلت النرويج المركز الثاني في تصفيات تأهل منها فقط أفضل المنتخبات. فازت السويد لاحقًا بلقب البطولة.

### بداية السنوات الذهبية
بدت النرويج تواجه صعوبات أمام السويد، حيث خسرت بنتيجة 0–5، والتي كانت أكبر خسارة لها في ذلك الوقت (وكررها لاحقًا). ومع ذلك، تحسنت النرويج مقارنة بالفرق الأخرى، حيث تغلبت على الدنمارك وألمانيا الغربية في تصفيات بطولة أوروبا 1987. كانت البطولة تتألف، كما كان الحال في بطولة أوروبا للرجال حتى 1980، من نصف نهائي ونهائي تُقام في دولة من الدول المتأهلة، وكانت النرويج هي المضيفة لأربع مباريات. فازت النرويج على إيطاليا في نصف النهائي، والتقت بالسويد في النهائي. كانت تلك المباراة أول فوز للنرويج على السويد، حيث انتهت النتيجة 2–1، مما جعل الفريق الوطني أول فريق رياضي نرويجي يحقق لقبًا، قبل فريق كرة اليد النسائي النرويجي بـ11 عامًا.
استمرت النرويج في تحقيق الانتصارات في العام التالي، بتغلبها مرة أخرى على السويد في نهائي بطولة دعوة الفيفا للسيدات 1988 في الصين. في بطولة أوروبا 1989، وصلت النرويج إلى النهائي ضد ألمانيا الغربية، لكنها خسرت 1–4. بعد تلك الهزيمة، استقال المدربون وتسلم القيادة إيفن بيليرود. تحت قيادته، تقدمت النرويج إلى بطولة كأس العالم للسيدات 1991. قبل أول بطولة عالمية رسمية، وصلت النرويج إلى النهائي الرابع (والثالث على التوالي في بطولات أوروبا)، حيث واجهت ألمانيا مجددًا، وخسرت ألمانيا في الوقت الإضافي. في كأس العالم، وصلت النرويج إلى نصف النهائي حيث خسرت أمام منتخب الولايات المتحدة.
تبع ذلك قيادة بيليرود للمنتخب في بطولة بطولة أوروبا للسيدات 1993، حيث فازت النرويج على الدنمارك في نصف النهائي وإيطاليا في النهائي، لتحصد لقبها الثاني في بطولة أوروبا. تلت ذلك فوز النرويج بكأس ألجارفي 1994، وهي أول نسخة من البطولة. ركز المنتخب في العام التالي على كأس العالم للسيدات 1995 وتصفيات بطولة أوروبا التي كانت أيضًا بمثابة تصفيات لكأس العالم. التقت النرويج بإيطاليا في ربع النهائي وفازت بها. استطاعت السويد العودة والتغلب على النرويج في نصف النهائي الثاني في السويد بنتيجة 7–5 بعد مباراتين. رغم ذلك، تأهلت النرويج إلى كأس العالم.

### أبطال العالم وما بعدها
تُعتبر بطولة كأس العالم 1995 في السويد جزءًا من التراث الرياضي النرويجي. فازت النرويج بجميع مبارياتها في دور المجموعات، واستمرت بمواجهة منتخب الدنمارك الضعيف في ربع النهائي. كانت النرويج متقدمة 3–0 قبل خمس دقائق من النهاية، وعلى الرغم من تلقيها هدفًا بعد دقيقة، لم تكن مهددة بالخسارة. كانت المواجهة التالية للنرويج ضد الولايات المتحدة، وفي مباراة متقاربة، لم يتمكن المنتخب الأمريكي من الرد على هدف مبكر سجلته آن كريستين آرونيس، وخسرت الولايات المتحدة أول بطولة دولية رسمية لها. التقت النرويج ألمانيا في النهائي. بعد خسارتها في نهائيي بطولة أوروبا مرتين، لم تكن النرويج من بين المرشحين للفوز، لكنها هزمت ألمانيا بهدفين خلال أربع دقائق، لتُتوّج بطلة للعالم. استقال المدرب بيليرود بعد ذلك بفترة وجيزة.
منذ ظهور كرة القدم النسائية في الألعاب الأولمبية، اعتُبر هذا الحدث في مرتبة تعادل كأس العالم. تأهلت النرويج كأمر بديهي نظراً لفوزها بكأس العالم. تعادلت النرويج مع منتخب البرازيل، وفازت على ألمانيا واليابان، وتقدمت إلى نصف النهائي. خسرت هناك أمام الولايات المتحدة بعد وقت إضافي، لكنها حصدت الميدالية البرونزية بفوزها على البرازيل.
كانت بطولة أوروبا 1997 خيبة أمل كبيرة للأبطال العالميين على أرضهم، حيث توقفت النرويج عند نصف النهائي فقط. كانت هذه آخر مرة تُقام البطولة بفاصل عامين، مما سهل التركيز على كل من البطولتين بشكل منفصل. تقدمت النرويج بسهولة إلى كأس العالم للسيدات 1999، حيث فازت على جميع منافسيها في دور المجموعات. التقت بالسويد في ربع النهائي، وأثبتت تفوقها بفوز 3–1. على نحو مفاجئ، خسرت النرويج بشدة أمام منتخب الصين بنتيجة 5–0، مما عادل الإهانة التي تلقتها من السويد قبل حوالي 13 عامًا. في مباراة تحديد المركز الثالث، خسرت النرويج أمام البرازيل بركلات الترجيح أمام حضور قياسي بلغ 90,185 متفرجًا.
لم تكن النرويج من أكبر المرشحين للفوز في أولمبياد سيدني. بدأت بالخسارة أمام الولايات المتحدة، لكنها تعافت بفوزها على نيجيريا والصين، بفارق هدف واحد في المباراة الأخيرة. في نصف النهائي، فازت النرويج على ألمانيا بهدف بالخطأ من لاعبة ألمانيا تينا ونديرليش، بعد ضغط ألماني كبير طوال المباراة. شهد النهائي مواجهة متكافئة بين النرويج والولايات المتحدة، الفريق المرشح بقوة. تقدم المنتخب الأمريكي بهدف سجّلته تيفني ميلبريت، لكن النرويج عادلته عبر غرو إسبسيث، وحافظت على التوازن بفضل حارسة المرمى المتميزة بينتي نوردي. تقدمت النرويج بهدف بالرأس عن طريق راغنهيلد جولبراندسن، لكن ميلبريت سجلت هدف التعادل في الوقت بدل الضائع لتمتد المباراة إلى الوقت الإضافي بنظام "الهدف الذهبي". سجّلت النرويج الهدف الفائز في كرة بدت كيدٍ لعب. استقال المدرب بير-ماثياس هوغمو بعد تحقيق هذا الإنجاز.

### انحدار
تولى آغي ستين منصب المدرب، ولكن تحت قيادته تدهورت الأوضاع من المستوى العالي إلى المتوسط. في بطولة أوروبا 2001، كان أداء النرويج ضعيفًا، وعلى الرغم من وصولها إلى نصف النهائي بفضل فوز منتخب فرنسا، خسرت النرويج بوضوح أمام ألمانيا. في كأس العالم 2003، خيبت النرويج الآمال بخسارتها 1–4 أمام البرازيل في دور المجموعات، قبل أن تخسر أمام الولايات المتحدة في ربع النهائي. مع استعداد اليونان لاستضافة الألعاب الأولمبية الصيفية 2004، توفرت فقط بطاقتان إضافيتان للمنتخبات الأوروبية، وأخذتهما السويد وألمانيا اللتان تأهلتا إلى النهائي. استمر ستين في منصبه عامًا إضافيًا كما هو منصوص عليه في عقده، لكنه أُقيل في أواخر 2004.

### انتعاش قصير
تحت قيادة المدرب الجديد بيارن برنتسن، تحسنت الأوضاع ووصلت النرويج إلى نهائي بطولة أوروبا 2005 بعد فوز درامي 3–2 على السويد في الوقت الإضافي بنصف النهائي. لكن ألمانيا هزمت النرويج مرة أخرى في النهائي لتحرز البطولة. واصلت النرويج تحقيق نتائج مقبولة، باستثناء بطولة ألغارفي حيث بدأت النتائج في التراجع.
رغم ذلك، تأهلت النرويج إلى كأس العالم للسيدات 2007 في الصين. تعادلت مع منتخب أستراليا للسيدات وفازت بصعوبة على منتخب كندا للسيدات، ثم حققت فوزًا كبيرًا 7–2 على منتخب غانا للسيدات لتتصدر مجموعتها. تقدمت النرويج بفوز 1–0 على الصين، لكنها خسرت 0–3 أمام ألمانيا في نصف النهائي. في مباراة تحديد المركز الثالث خسرت النرويج 1–4 أمام الولايات المتحدة، لتحتل المركز الرابع في كأس العالم، مما أهّلها لدخول أولمبياد بكين. حصدت لاعبة النرويج الهداف الرئيسية راغنهيلد جولبراندسن جائزة الحذاء البرونزي خلف مارتا من البرازيل وآبي وامباخ من الولايات المتحدة.
من هنا بدأت حظوظ برنتسن بالتراجع. أولًا تعرض للانتقاد بعد أن قال للاعبة ليز كلافينيس إنها بلا مستقبل في المنتخب تحت قيادته، في الساعة 1 صباحًا في مطار أوسلو أثناء عودتهم من الصين، وهو خطأ كبير أقر به لاحقًا. ثم في أولمبياد 2008، فازت النرويج بإعجاب على الولايات المتحدة، لكنها خسرت أمام اليابان 1–5 وخرجت من ربع النهائي بعد الخسارة من البرازيل. في أكتوبر 2008، رفضت خمس لاعبات المشاركة مع المنتخب، معلنات أن اللعب تحت قيادة برنتسن كان عبئًا كبيرًا، ما أثار ضجة إعلامية. مع فريق مخفض وبعد استقالات أخرى أقل جدلًا، حققت النرويج نتائج مقبولة في بطولة أمم أوروبا للسيدات 2009 بفوز 3–1 على السويد في ربع النهائي، رغم الخسارة المهينة 0–4 أمام ألمانيا، وتعادلها المتواضع 1–0 مع آيسلندا و1–1 مع فرنسا. بعد البطولة، انتهى عقد برنتسن.

### لاندسيم
تولت إيلي لاندسيم، أول امرأة مدربة وأول مدربة تمتلك خبرة سابقة في تدريب كرة القدم النسائية، المسؤولية في نهاية عام 2009. تحت قيادتها عاد بعض اللاعبات اللواتي قررن سابقًا عدم المشاركة. قدمت لاندسيم نتائج مقبولة وتأهل الفريق للمشاركة في كأس العالم 2011 بعد الفوز في جميع المباريات ما عدا واحدة ضمن مجموعتهم التأهيلية المجموعة الثانية. رغم ذلك، فشلت النرويج في بلوغ ربع النهائي لأول مرة في تاريخها بعد خسارتها أمام البرازيل (0–3) وأستراليا (1–2). وبذلك لم تتمكن النرويج من التأهل إلى الألعاب الأولمبية الصيفية 2012.
كانت المهمة التالية هي التأهل إلى بطولة أوروبا 2013، حيث وضعت النرويج في المجموعة الثالثة إلى جانب منتخبات آيسلندا للسيدات، أيرلندا الشمالية للسيدات، بلجيكا للسيدات، المجر للسيدات، وبلغاريا للسيدات. بدأت الحملة بشكل سيء بخسارتين 3–1 أمام آيسلندا وأمام أيرلندا الشمالية المصنفة 64 عالميًا، لكن في 2012 تعافت النرويج بتحقيق الانتصار في آخر ست مباريات، وأنهت المجموعة في الصدارة بعد الفوز في ثماني مباريات من أصل عشر. وواصلت النرويج مسيرتها لتحتل المركز الثاني في النهائيات في السويد.

### الصراع
في كأس العالم للسيدات 2015، أُوقعت النرويج في مجموعة ضمت منتخبات ألمانيا للسيدات، تايلاند للسيدات وساحل العاج للسيدات. قدمت النرويج أداءً جيدًا في دور المجموعات، حيث فازت على تايلاند 4–0 وعلى ساحل العاج 3–1، وتعادلت 1–1 مع ألمانيا بطلة العالم السابقة. لكن النرويج خسرت 2–1 في دور الـ16 أمام إنجلترا، التي واصلت لتفوز بالميدالية البرونزية.

### 2016–حتى الآن
في 16 ديسمبر 2016 تم تعيين مارتن شيغرين مدربًا جديدًا للنرويج، بعد أن امتلك خبرة تدريبية سابقة في دوري دامالسفينسكان مع نادي لينشوبينغ وإل دي بي مالمو.
تأهلت النرويج إلى بطولة أمم أوروبا للسيدات 2017 دون أن تخسر أي مباراة. أُوقعت في المجموعة الأولى مع منتخبات هولندا للسيدات وبلجيكا للسيدات والدنمارك للسيدات. كانت النرويج الأعلى تصنيفًا في المجموعة وتوقع لها الكثيرون الفوز بها، لكنها جاءت من أكبر خيبات الأمل في البطولة بخسارتها جميع مباريات المجموعة الثلاث دون تسجيل أي هدف.
في 9 سبتمبر 2017، أعلنت المهاجمة النرويجية وحائزة جائزة أفضل لاعبة في أوروبا 2016 آدا هيغربيرغ عن توقفها عن المشاركة مع المنتخب الوطني، ولم تكن متأكدة من موعد أو إمكانية العودة.
في 7 أكتوبر 2017 أعلن الاتحاد النرويجي لكرة القدم أن لاعبي المنتخبين الذكور والإناث سيحصلون على تعويضات مالية متساوية، حيث يساهم اللاعبون الذكور في دعم الفريق النسائي، ما أدى إلى زيادة تقارب الخمسين في المئة في تعويضات اللاعبات.
في 4 سبتمبر 2018 فازت النرويج على هولندا للسيدات 2–1 في آخر مباراة بالمجموعة ضمن تصفيات كأس العالم للسيدات 2019 – أوروبا، وبذلك تصدرت النرويج المجموعة الثالثة وتأهلت مباشرة إلى كأس العالم للسيدات 2019، بينما اضطر منتخب هولندا، بطل يورو 2017، لخوض ملحق التأهل.

#### يورو 2022
في مباراة دور المجموعات من بطولة أمم أوروبا للسيدات 2022 – المجموعة أ ضد منتخب إنجلترا، الدولة المستضيفة للبطولة والبطلة لاحقًا، في 11 يوليو 2022، تكبدت النرويج أكبر هزيمة في تاريخها، بالخسارة 0–8.
تم إقصاء النرويج من الدور الأول، كما حدث في بطولة أمم أوروبا للسيدات 2017 – المجموعة أ، بعد خسارتها المباراة الأخيرة في المجموعة أمام منتخب النمسا للسيدات (0–1)، حيث فازت في مباراة واحدة فقط، وهي المباراة الافتتاحية ضد منتخب أيرلندا الشمالية للسيدات (4–1).

## الطاقم التدريبي

### الطاقم التدريبي الحالي
| المنصب            | الاسم                      | المرجع |
| ----------------- | -------------------------- | ------ |
| المدربة الرئيسية  | جما غرينجر                 |        |
| مساعد المدربة     | إنغفيلد ستينسلاند لي سكيرم |        |
| مدربة حراس المرمى | جون كنودسن                 |        |

## الأرقام القياسية
آخر تحديث 25 فبراير 2025
.، بعد المباراة ضد سويسرا.
اللاعبات المكتوبة بأحرف عريضة ما زلن ناشطات مع المنتخب النرويجي.

### أكثر اللاعبات مشاركةً

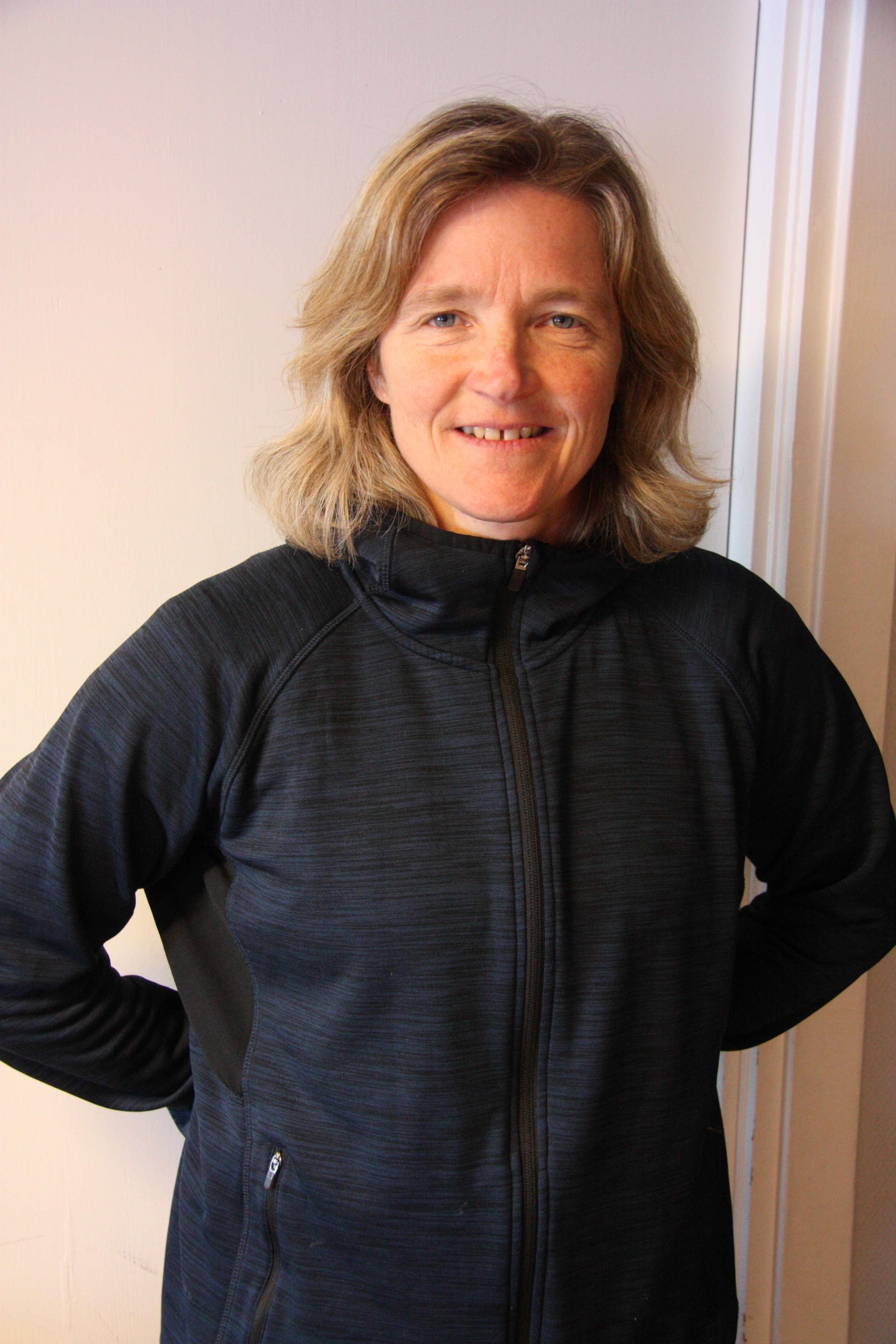
هيجي ريسي تحمل حالياً رقم المشاركة الأعلى مع منتخب النرويج لكرة القدم للسيدات.

| #  | الاسم             | المسيرة   | عدد المباريات | الأهداف |
| -- | ----------------- | --------- | ------------- | ------- |
| 1  | هيجي ريسي         | 1990–2004 | 188           | 58      |
| 2  | سولفيغ جولبراندسن | 1998–2015 | 183           | 55      |
| 3  | مارين ميلده       | 2007–     | 178           | 20      |
| 4  | بينتي نوردبي      | 1991–2007 | 172           | 0       |
| 5  | ترين رونينغ       | 1999–2016 | 162           | 22      |
| 6  | ليندا ميدالن      | 1987–1999 | 152           | 64      |
| 7  | هايدي ستوري       | 1980–1997 | 151           | 22      |
| 8  | إنغفيلد ستينسلاند | 2003–2016 | 144           | 10      |
| 9  | إنغريد هيلمسيث    | 2003–2019 | 138           | 0       |
| 10 | أوني لين          | 1996–2007 | 134           | 24      |

### أكثر اللاعبات تسجيلاً للأهداف

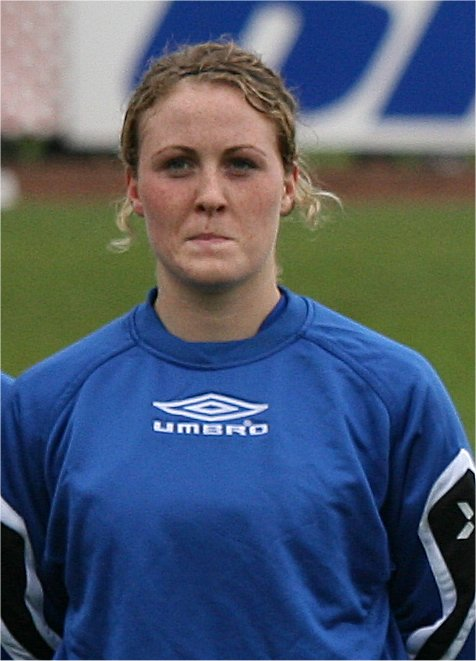
إيزابيل هيرلوفسن تحمل حالياً رقم أكبر عدد من الأهداف المسجلة مع منتخب النرويج للسيدات.

| #  | اللاعبة              | المسيرة   | الأهداف | المباريات | المعدل |
| -- | -------------------- | --------- | ------- | --------- | ------ |
| 1  | إيزابيل هيرلوفسن     | 2005–2019 | 67      | 133       | 0.5    |
| 2  | ماريان بيترسن        | 1994–2003 | 66      | 98        | 0.67   |
| 3  | ميدالن ليندا         | 1987–1999 | 64      | 152       | 0.42   |
| 4  | آن كريستين آرونيس    | 1990–1999 | 60      | 111       | 0.54   |
| 5  | هيجي ريسي            | 1990–2004 | 58      | 188       | 0.31   |
| 6  | سولفيغ جولبراندسن    | 1998–2015 | 55      | 183       | 0.3    |
| 7  | كارولين غراهام هانسن | 2011–     | 51      | 114       | 0.45   |
| 8  | آدا هيجربرغ          | 2011–     | 49      | 88        | 0.56   |
| 9  | داغني ميلغرين        | 1999–2005 | 49      | 95        | 0.52   |
| 10 | راغنهيلد جولبراندسن  | 1997–2007 | 30      | 80        |        |

## الألقاب

### البطولات الكبرى
- كأس العالم لكرة القدم للسيدات
  - الأبطال (1): 1995
  - الوصيف (1): 1991

- بطولة أوروبا لكرة القدم للسيدات
  - الأبطال (2): 1987، 1993
  - الوصيف (4): 1989، 1991، 2005، 2013

- الألعاب الأولمبية الصيفية
  - الميدالية الذهبية (1): 2000
  - الميدالية البرونزية (4): 1996

### بطولات ودية
- بطولة الدعوة لكأس العالم للسيدات: الفائز 1988
- كأس الغارف: الفائز 1994، 1996، 1997، 1998، 2019[13]
- كأس ألبينا: الفائز 1988، 1989[14]
- بطولة الأربع دول: الفائز 2002، 2013[14]
- بطولة قبرص: الفائز 1993[15]

## روابط إضافية
- Official site
- Kvinne Fotball
- Year-by-year results, from مؤسسة إحصاءات وثيقة لرياضة كرة القدم